# Vallée de Santa Clara
La vallée de Santa Clara est une vallée située tout juste au sud de la baie de San Francisco, en Californie du nord. Une grande partie du comté de Santa Clara et de son chef-lieu, San Jose, s'y trouvent. La vallée était autrefois agricole parce que son sol était très fertile, mais est aujourd'hui très urbanisée. La Silicon Valley est à peu près synonyme à la vallée de Santa Clara puisqu'elles désignent en gros le même territoire. Le nom South Bay est aussi utilisé par les habitants. La frontière nord de la vallée est la bordure sud de la baie de San Francisco. On considère que la vallée se termine au sud aux environs de Gilroy.

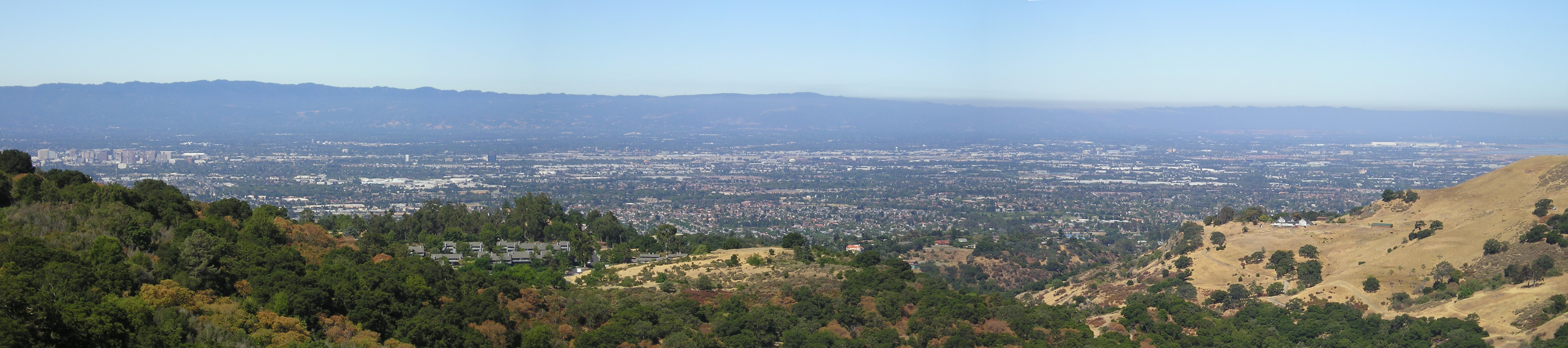
La vallée de Santa Clara.